# Vuelo 301 de Birgenair
El Vuelo 301 de Birgenair fue un vuelo fletado por el socio de Birgenair, National Wings, administrado por Turquía, desde Puerto Plata en la República Dominicana a Frankfurt, Alemania, vía Gander, Canadá y Berlín, Alemania. El 6 de febrero de 1996, el Boeing 757-200 que operaba la ruta se estrelló poco después de despegar del Aeropuerto Internacional Gregorio Luperón de Puerto Plata; Las 189 personas a bordo murieron.
La causa fue un error del piloto después de recibir información incorrecta de velocidad aérea de uno de los tubos Pitot que los investigadores creen que estaba bloqueado por un nido de avispas construido en su interior. La aeronave había estado inactiva durante 20 días y sin cubiertas de tubo Pitot colocadas durante los 2 días anteriores al accidente.

## Aeronave y tripulación

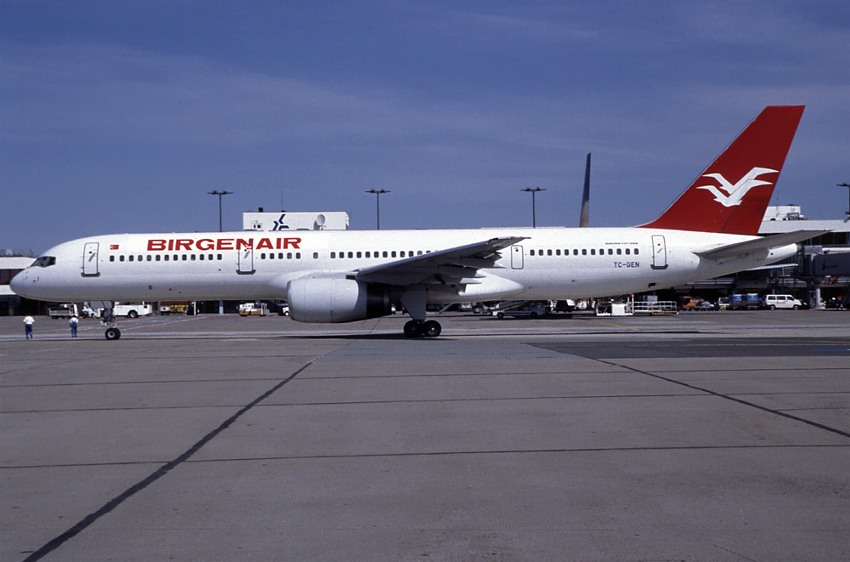
TC-GEN, la aeronave involucrada en el accidente visto en el aeropuerto de Schönefeld en julio de 1995.

El avión era un Boeing 757-225 de 12 años de antigüedad entregado originalmente a Eastern Air Lines en febrero de 1985 y registrado como N516EA. Estaba propulsado por dos motores Rolls-Royce RB211 -535E4. Después de la quiebra y posterior liquidación de Eastern Air Lines en 1991, la aeronave se almacenó en el puerto aéreo y espacial de Mojave durante más de un año. Aeronautics Leasing lo compró en abril de 1992 y luego lo arrendó a la aerolínea canadiense Nationair en mayo de 1992, y permaneció con la aerolínea hasta su desaparición al año siguiente. Fue arrendado nuevamente por el mismo arrendador en julio de 1993 a Birgenair y luego subarrendado a International Caribbean Airways en diciembre de 1994, y Birgenair operó el avión hasta que se estrelló.
La tripulación estaba formada por 11 turcos y 2 dominicanos. El capitán era Ahmet Erdem de 61 años, con 24.750 horas de vuelo de experiencia (incluidas 1.875 horas en el Boeing 757). El primer oficial fue Aykut Gergin de 34 años. Tenía 3.500 horas de experiencia de vuelo, aunque solo 71 horas en el Boeing 757. El piloto de relevo era Muhlis Evrenesoğlu de 51 años. Tenía 15.000 horas de vuelo de experiencia (121 de ellas en el Boeing 757).

## Pasajeros
La tripulación se componía de once turcos y dos dominicanos. El pasaje se componía fundamentalmente de alemanes junto con algún polaco. La mayoría de los pasajeros, hacía parte de un paquete vacacional caribeño con Öger Tours; Birgenair poseía el 10% de Öger Tours.
| Nacionalidad         | Pasajeros | Tripulación | Total |
| -------------------- | --------- | ----------- | ----- |
| Alemania             | 167       | 0           | 167   |
| Polonia              | 9         | 0           | 9     |
| Turquía              | 0         | 11          | 11    |
| República Dominicana | 0         | 2           | 2     |
| Total                | 176       | 13          | 189   |

## Accidente
Durante la carrera de despegue a las 11:42 p. m., el capitán Ahmet Erdem, uno de los pilotos más experimentados de Birgenair, descubrió que su indicador de velocidad (ASI) no funcionaba adecuadamente, pero decidió no abortar el despegue. El ASI del copiloto funcionaba sin problemas.
Mientras el avión ascendía a 4700 pies (1432,6 m), el indicador de velocidad del capitán daba una lectura de 350 nudos. El piloto automático, que tomaba su información de velocidad del mismo equipamiento que proporcionaba las lecturas erróneas al ASI del capitán, incrementó la actitud de cabeceo y redujo la potencia para reducir la velocidad del avión. El ASI del copiloto Aykut Gergin da una lectura de 200 nudos y descendiendo, a la vez el avión comenzó a dar avisos contradictorios múltiples respecto a que volaba demasiado rápido, ratio de alerones fuera de rango, velocidad en el aire y exceso de velocidad.
El piloto automático alcanzó los límites para los que estaba programado y se desconectó. Se comprobaron los interruptores para buscar la fuente de las advertencias, la tripulación redujo a continuación el flujo de gases para reducir la velocidad. Esto inmediatamente activó la vibración de la palanca de mando del 757 que precedía a la alerta de pérdida, advirtiendo a los confundidos pilotos de que el avión volaba peligrosamente despacio, segundos más tarde se les presenta una alerta de aviso de que la velocidad era demasiado elevada. El copiloto y el ingeniero de vuelo Muhlis Evrenesoğlu parecieron ser conscientes de que iban a entrar en pérdida y trataron de transmitírselo al capitán, pero no decidieron tomar cartas en el asunto para prevenirlo, posiblemente en deferencia a la edad y experiencia del piloto. El capitán intentó entonces recuperarse de la pérdida incrementando la potencia del avión al máximo, pero el avión estaba todavía en una actitud de morro arriba, impidiendo que los motores recibiesen un adecuado flujo de aire que posibilitase el incremento en el empuje. El motor izquierdo se apagó y comenzó a arder, lo que provocó que el motor derecho, todavía a máxima potencia, llevase al avión a describir una parábola. Momentos más tarde, el avión se invirtió. A las 11:47 p. m., el GPWS emitió una advertencia de sonido, y ocho segundos más tarde el avión se estrelló en el Océano Atlántico. Los trece tripulantes y 176 pasajeros murieron.

## Investigación e informe final
La Dirección General de Aeronáutica Civil (DGAC) del gobierno de la República Dominicana investigó el accidente y determinó la probable causa precipitante del accidente:
"El fallo de la tripulación en el reconocimiento de la activación del vibrador de la palanca de mando como advertencia de la entrada inminente en pérdida, y el fallo de la tripulación en ejecutar los procedimientos para recuperarse de la pérdida de control que se estaba produciendo."
Las investigaciones más tarde demostraron que el avión viajaba en aquel momento a 220 nudos. La investigación concluyó que uno de los tres tubos pitot, usados para medir la velocidad en el aire, estaba bloqueado.
Ninguno de los tubos fue recuperado así que los investigadores fueron incapaces de determinar con certeza lo que causó el bloqueo. Los expertos creían que la opción más probable era la introducción de una especie de himenópteros muy común y conocidos como Sceliphron caementarium por los pilotos que volaban en la República Dominicana. El avión no había volado en veinticinco días durante los cuales los tubos pitot no fueron cubiertos, dando al himenóptero la oportunidad de construir colmenas en los tubos.

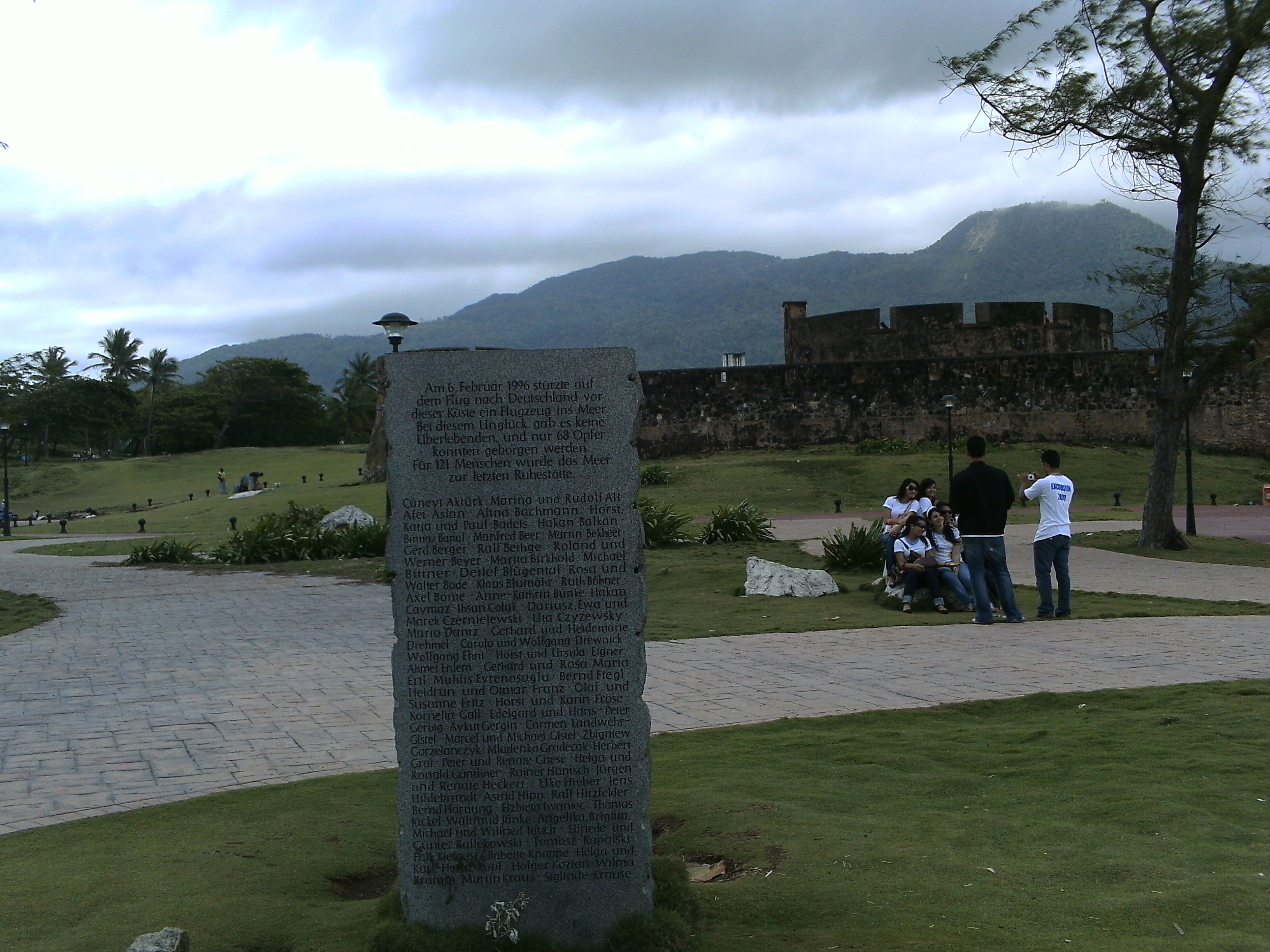
Memorial de las víctimas del vuelo 301 de Birgenair en Puerto Plata.

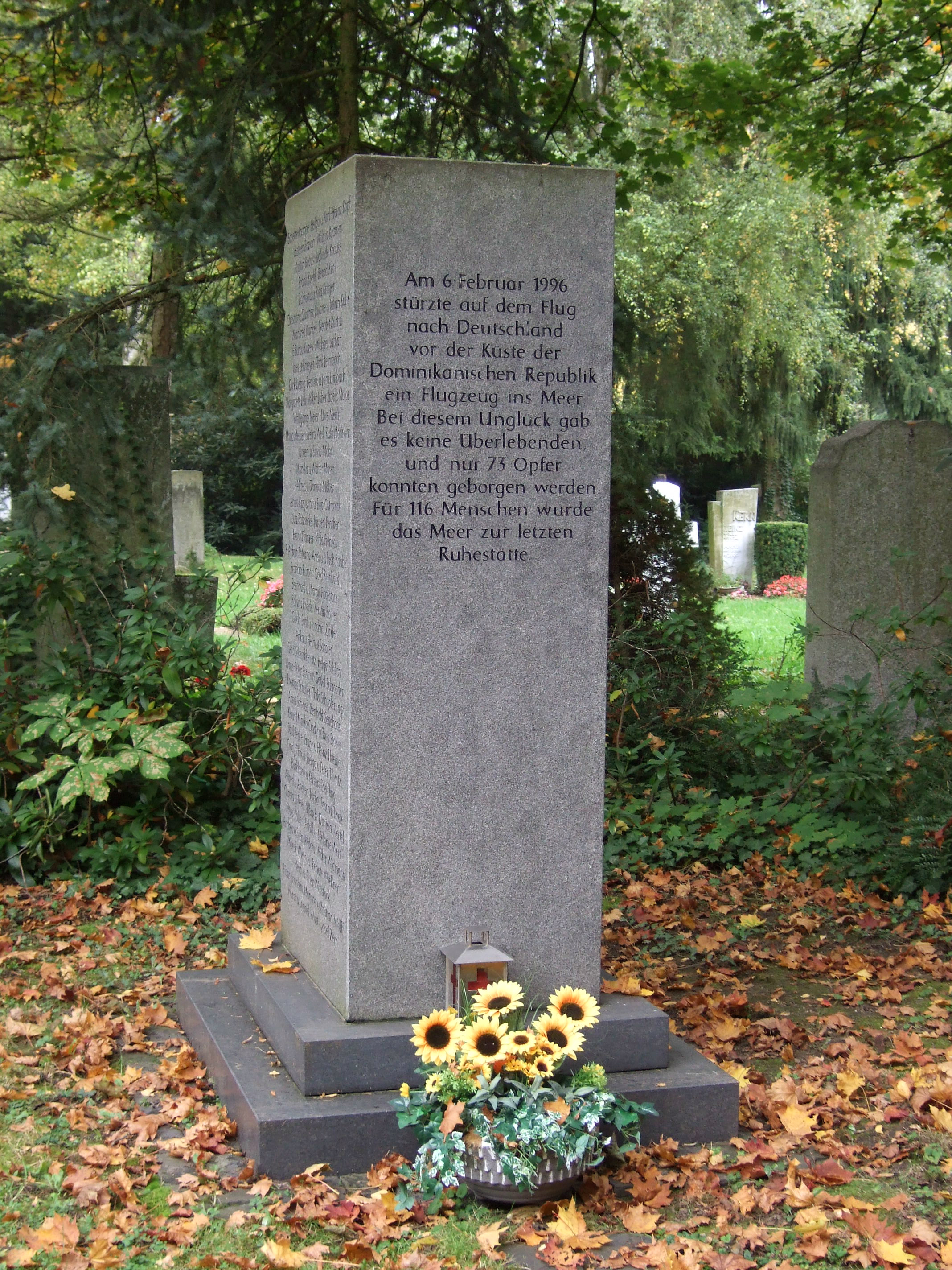
Memorial de las víctimas del vuelo 301 de Birgenair en el cementerio principal de Fráncfort.

## Consecuencias
Pese a que el accidente fue achacado a un fallo de la tripulación en la ejecución de los procedimientos para la recuperación del control de vuelo, se aprendieron un buen número de lecciones del accidente.
La decisión del piloto, en contra de los protocolos, de efectuar el despegue pese a que su ASI estaba completamente desincronizado con el ASI del copiloto desembocó en que los protocolos y el entrenamiento fuesen reforzados en este campo tras el incidente.
Las pruebas en simuladores demostraron que incluso los pilotos más experimentados se mostraban confusos por la conexión simultánea de los indicadores de exceso de velocidad y la vibración de la palanca que advierte de la entrada en pérdida, como la situación experimentada por la tripulación del vuelo de Birgenair. Los protocolos y entrenamiento fueron reforzados en este campo tras el incidente.
Tras la investigación se recalcó el hecho de que el piloto automático tomase toda su información del ASI del piloto, que en este caso había fallado. Boeing rediseñó los controles de todos sus aviones de tal modo que el piloto automático pudiese tomar los datos de cualquiera de los tres ASIs.
Tras escuchar la grabadora en vuelo, se comprobó que el copiloto y el ingeniero de vuelo habían sugerido al piloto— una vez la palanca de control comenzó a vibrar— que debían lidiar con el hecho de que el avión estaba en una actitud de morro arriba, por lo cual los protocolos y entrenamiento fueron reforzados para lograr que los miembros de la tripulación más noveles tomen  decisiones oportunas en situaciones similares.
La FAA y Boeing hicieron recomendaciones para que, en el caso de que los aviones permanezcan durante varios días en lugares cálidos y con insectos, se cubran los tubos Pitot evitando así que aniden dentro de ellos.
La avispa alfarera aprovecha el frescor de los tubos Pitot para construir sus nidos como sucedió con el vuelo 301 de Birgenair. 
Ese mismo año (1996), algo más tarde, el vuelo 603 de Aeroperú, en el que también estaba implicado un 757, sufrió una situación similar pero más complicada: los puertos estáticos estaban bloqueados por cintas, haciendo que todos los indicadores de velocidad y los altímetros de presión quedasen fuera de servicio), por lo que se estrelló en el océano frente a las costas de Perú.
Al finalizar 1996 Birgenair entró en bancarrota.
Detalles del accidente fueron relatados en el informe final de la Dirección General de Aeronáutica Civil del gobierno de la República Dominicana.

## Filmografía
Este accidente fue presentado en el programa de televisión canadiense Mayday: Catástrofes aéreas, titulado «Señales contradictorias», transmitido en National Geographic Channel.  Y luego el accidente fue presentado en la subserie Mayday: Informe Especial, titulado «Datos erróneos».
El accidente del vuelo 301 de Birgenair también fue mencionado en el primer episodio de la segunda temporada del programa Aircrash Confidential en el episodio titulado «Error del piloto automático», transmitido en Discovery Channel.